# Memorial Pascual Momparler
El Memorial Pascual Momparler és una competició ciclista d'un dia que es disputa a Castelló, Ribera Alta del País Valencià. Creat al 2013, forma part de la Copa d'Espanya de ciclisme.

## Palmarès
| Any  | Vencedor             | Segon                  | Tercer           |
| ---- | -------------------- | ---------------------- | ---------------- |
| 2013 | Marcos Jurado        | Gustavo López          | Sebastián Mora   |
| 2014 | Vadim Zhuravlev      | Miguel Ángel Benito    | Vasily Neustroev |
| 2015 | Xabier San Sebastián | Egoitz Fernández       | Antonio Angulo   |
| 2016 | Antonio Angulo       | Miguel Ángel Fernández | Cristian Torres  |
| 2017 | Francisco García Rus | Elías Tello            | Jaume Bonnín     |